# Борнштет (Ајслебен)
Борнштет (њем. Bornstedt) општина је у њемачкој савезној држави Саксонија-Анхалт. Једно је од 22 општинска средишта округа Мансфелд-Сидхарц. Према процјени из 2010. у општини је живјело 912 становника. Посједује регионалну шифру (AGS) 15087075.

## Географски и демографски подаци
Борнштет се налази у савезној држави Саксонија-Анхалт у округу Мансфелд-Сидхарц. Општина се налази на надморској висини од 217 метара. Површина општине износи 9,3 km². У самом мјесту је, према процјени из 2010. године, живјело 912 становника. Просјечна густина становништва износи 98 становника/km².

## Међународна сарадња
| Мјесто | Држава    | Врста сарадње | Од    |
| ------ | --------- | ------------- | ----- |
|        | Француска | партнерство   | 1962. |
| Извор  |           |               |       |